# Gueorgui Shonin
Gueorgui Stepánovich Shonin (en ruso: Георгий Степанович Шонин; Rovenki, RSS de Ucrania, 3 de agosto de 1935 – Ciudad de las Estrellas, Rusia, 7 de abril de 1997) fue un cosmonauta soviético que viajó al espacio en 1969 como miembro de la tripulación de la misión Soyuz 6.
Shonin fue seleccionado como cosmonauta en 1960 y se retiró en 1979 por razones médicas. Recibió varios premios y galardones, entre ellos la Estrella de Oro del Héroe de la Unión Soviética y la Orden de Lenin.

## Biografía
Gueorgui Shonin completó su instrucción como piloto en la Escuela de Aviación Naval de Yeisk en 1957. El 7 de marzo de 1960, la Comisión Estatal Interdepartamental le seleccionó para formar parte del primer grupo de cosmonautas, y aquel mismo mes Shonin comenzó su formación básica (OKP), que completó el 3 de abril de 1961. En un principio, al igual que ocurrió con varios de sus colegas cosmonautas, se le tuvo en cuenta para participar en la misión Vosjod 3, pero por diversas razones nunca se llevó a cabo. Shonin tuvo que esperar hasta octubre de 1969 para realizar su primer –y único– vuelo al espacio como comandante de la Soyuz 6, donde participó en el primer vuelo conjunto de tres naves espaciales tripuladas, junto con la Soyuz 7 y la Soyuz 8. La duración del vuelo fue de 4 días, 22 horas y 42 minutos. Además de ensayar con las naves varias maniobras de encuentro, durante la misión se realizaron, por primera vez en la historia, experimentos de soldadura en el vacío del espacio.
Shonin abandonó el grupo de cosmonautas soviéticos el 18 de abril de 1979, tras haber perdido su idoneidad para volar por motivos de salud. Posteriormente, fue nombrado director del Departamento NII-30 en el Instituto Central de Investigación Científica del Ministerio de Defensa soviético. En 1990 pasó a la reserva con el rango de Teniente General de la Fuerza Aérea Soviética. Murió de un ataque al corazón el 7 de abril de 1997. Estaba casado y tenía cuatro hijos.